# Tổ phụ
Tổ phụ (tiếng Hebrew: אבות "Avot" hoặc "abot", Hebrew giản thể: אב Ab, tiếng Aram: אבא "Abba") theo Kinh Thánh được xem nhà những nhân vật tổ tiên của người Israel, trong nghĩa hạn hẹp thường được chỉ đến Abraham, Isaac và Jacob (cũng có tên là Israel). Ba nhân vật này được gọi chung là các tổ phụ của Do Thái giáo và khoảng thời gian mà họ sống được gọi là thời tổ phụ. Họ đóng vai trò đáng kể trong Kinh Thánh Hebrew và trong các tôn giáo khởi nguồn từ Abraham. Về nghĩa rộng, các tổ phụ có thể chỉ đến hai mươi người đàn ông trong dòng thời gian từ Adam đến Abraham.